# بادو الزاکی
بادو الزاکی (انگلیسی: Badou Ezzaki؛ زادهٔ ۲ آوریل ۱۹۵۹) بازیکن سابق و مربی فوتبال اهل مراکش است.
وی از سال ۱۹۷۹ تا ۱۹۹۲ در تیم ملی فوتبال مراکش بازی انجام داده است و عضو این تیم در جام جهانی فوتبال ۱۹۸۶ بوده است.